# R過程
r過程（アールかてい, r-process）とは、中性子星の衝突などの爆発的な現象によって起こる、元素合成（超新星元素合成）における中性子を多くもつ鉄より重い元素のほぼ半分を合成する過程のこと。これは迅速かつ連続的に中性子をニッケル56のような核種に取り込むことによって起きる。そのためこの過程はr (Rapid) 過程と呼ばれる。重元素を合成するほかの過程にはs過程があり、これは漸近巨星分枝星 (赤色巨星への進化段階) でゆっくり (Slow) した中性子捕獲によって元素合成を行う。この2つの過程が鉄より重い元素の元素合成過程の大半を占める。
r過程はs過程に比べ、観測などのデータを集めるのが難しく、観測手法やコンピューターの能力向上を待たねばならなかったため、2010年代にようやくマルチメッセンジャー天文学的な観測により中性子星の衝突によってr過程が起こることが確かめられた。

## 歴史
r過程は重元素の同位体比や、1956年にハンズ・スースやハロルド・ユーリーによって発表された元素の存在比の要請から見出された。中でもゲルマニウム、キセノン、白金に存在比の山があることが見出された。量子力学とシェルモデルによると、これらの元素へ向けて崩壊する放射性原子核は、中性子ドリップライン付近に中性子閉殻がある。このことは、いくらかの元素は高速な中性子捕獲で作られないといけないことを示唆しており、他の元素がこのような過程に関わっているのはどの程度かが決定すべき事項となった。s過程とr過程で作られる重元素同位体の表は1957年の有名なB2FH論文で発表され、星の元素合成の理論を提案し、現在の天体核物理学の枠組を作った。

## 核物理
重力崩壊型超新星爆発の直後、非常に高密度の中性子束（1022個/cm2⋅s）が発生し、かつ高温となり、中性子捕獲は非常に不安定な核がベータ崩壊する間もなく行われ、r過程は中性子ドリップラインに沿って駈け上がることになる。このように中性子ドリップラインを上がることを阻害する制約は中性子閉核した原子核に対する中性子捕獲の反応断面積の著しい減少、原子核光分解（en:photodisintegration（[γ,n]））の反応率との競合、そして、核が急激に不安定化し、自発核分裂を起こし、r過程を終了させてしまう程の重同位体領域での核の安定性である（大体それは核図表の核子の数が270程度の中性子に富んだ領域と考えられている）。中性子束が落ち着いた後、これら非常に不安定な中性子過剰核である放射性原子核は安定核に落ち着くために急速に崩壊する。そのため、s過程では中性子閉殻(魔法数)付近に元素を作るのに対し、r過程では、原子は核図表の一定の原子量線に沿ってベータ崩壊するため、s過程で作られるものの山に比べ、10原子量ほど小さいあたりに作る。

## 宇宙物理学的条件
2017年8月、中性子星同士の衝突現象が観測され、その現象を分析した結果、中性子星の衝突によるr過程元素の合成が確認された。この分析結果により、r過程が中性子星同士の融合によって発生することが証明されている。
上記の現象が分析されるまでは、恒星核が重力崩壊する超新星爆発（スペクトル型 Ib型 Ic型 II型）でr過程が起こると広く信じられてきた。しかしながら、r過程核種の存在比からすると、超新星爆発のうち、ほんの少しの事例でr過程核種を星間物質に放出するか、それぞれの超新星爆発で生成されたr過程核種のうち、ほんの少しの部分を放出するということを要請する。またコンピューターシミュレーションでも超新星爆発によってr過程が生じなかったため、超新星爆発がr過程の発生する現場であることに疑問が持たれていた。
別の候補として、中性子星同士の衝突によってr過程が起こりうる可能性があることが知られていたが、2014年、中性子星の合体によるr過程が矛盾なく説明できるとの研究結果が専門雑誌に掲載され、前述の衝突現象が観測され分析されたことにより、そのことが証明された。

### 重力崩壊型超新星
大質量星の進化の最後での重力崩壊に起因する超新星爆発であり、爆発の衝撃波によって物質を宇宙空間に放出すると共に、中性子星やブラックホールを残す。まず、r過程の源としては、中性子星を残すことからも分かるように中心領域が中性子過剰になることが期待されるため、有力視された。
しかし、近年の詳細な研究の結果、中性子過剰な物質は例外的な場合を除いて、普通は期待できず、現在の宇宙に存在するr過程物質を賄うような量は生成されないことがわかってきた。

### 原始中性子星風
重力崩壊型超新星の内側にはできたばかりの中性子星（原始中性子星）が存在する。原始中性子星の中心には重力崩壊の過程で高温かつ高密度の状態になっており、内側に大量のニュートリノが閉じ込められてる。恒星の内側に閉じ込められた光子によって恒星風が生じるように、このニュートリノも原始中性子星から「風」を引き起こすと考えられている。超新星爆発に付随し、超新星爆発の内側で起こるため、観測的には超新星と同じと言ってよい。
この中性子星風は、それほど大きく中性子過剰ではないが、放出速度やエントロピーが適切に高ければ、元素合成の過程でうまく高い中性子密度（正確には種核との比）を達成でき、r過程元素を生成することができる。

### コンパクト連星合体
中性子星やブラックホールなどの高密度天体（コンパクト天体）が連星になっている系をコンパクト連星などというが、それらの合体現象もr過程の天体起源の有力な候補であった。例えば、中性子星同士の連星である連星中性子星が代表的なものである。中性子星同士が連星をなして互いに回り続けるが、このような系は長い進化の間に、角運動量を重力波として放出し、最終的にエネルギーを失い、互いに衝突すると考えられている。中性子星同士が合体した中心には最終的にはブラックホールが残ると考えられるが、その激しい衝突過程で周囲に物質を撒き散らすと考えられている。単純に考えれば、その際には、もともとが中性子星を構成していた非常に中性子過剰な物質が放出されると予想された。
連星中性子は早い段階でr過程の候補として考えられてはいたのだが、その流体力学シミュレーションが非常に難しく、様々な点において超新星爆発に比べて観測的な根拠が薄いようにみえるため、メインの天体サイトとしては扱われてこなかった。しかし、超新星爆発説（原始中性子星風）が理論的に困難であることが明らかになり始めた後は、関連する重力波の観測や付随するショートガンマ線バーストやキロノヴァとの関係から高い関心を持たれてきていた。連星中性子星の合体シナリオでr過程元素の太陽系組成パターンを説明するには、今のところ以下のような解決すべき問題点がある。
- 放出物が極端に中性子過剰であるためr過程が非常に強く進行し、瞬く間にウランやそれを超える原子核が生成され核分裂を起こす。核分裂を引き起こしながらr過程が進行するため（核分裂サイクル）重い原子核から優先的につくられ中間のr過程元素や軽めの核が生成されない。

## 天体観測
隕石や太陽の観測により、太陽系の元素組成は詳細に調べられており、r過程のみによって作られた元素（r過程元素）も特定されている。加えて、銀河系のハロー領域の金属欠乏星でもr過程元素が卓越した星が観測されている。
太陽系は、複数回の元素合成の結果として形成されたと考えられているため、複数のr過程天体現象を経ている。対して、金属欠乏星に見つかる元素のパターンは、1回あるいは少ない回数での元素合成の結果だと考えられる。すなわち、1つのr過程天体現象のそのままの結果であるか、色濃く反映されていることになり、重要な研究対象である。
太陽系元素組成におけるr過程元素とr過程元素過剰な金属欠乏星の元素パターンは、いくつかの例外を除いて驚くべき一致をみせており、天体現象によらず、r過程の物理環境が似たようなものであることが示唆されている。また、この観測値の一致については、r過程の「ユニバーサリティ」とも言われる。